# Freedesktop.org

Freedesktop.org héberge certains des programmes de base du logiciel libre de bureau

Freedesktop.org (précédemment X Desktop Group, abrégé XDG) est un organisme de collaboration entre différents projets de logiciels libres comme GNOME, KDE, Xfce, Enlightenment, GStreamer, Xgl/AIGLX ou encore X.Org, qui travaille à l'interopérabilité des environnements graphiques sous les systèmes utilisant X Window System comme GNU/Linux (ou sur d'autres UNIX) en produisant des logiciels et des spécifications.
Les deux principaux environnements de bureau actuels sont GNOME et KDE, mais le but de Freedesktop est d'être neutre et de proposer des spécifications (presque élevées au rang de standards) afin de faciliter le travail des développeurs en améliorant la compatibilité des programmes GNOME et KDE, mais aussi de rendre l'expérience des utilisateurs finaux la plus agréable possible.
Freedesktop n'a pas pour objectif de standardiser les interfaces graphiques utilisateur, qui doivent au contraire avoir chacune leurs originalités pour convenir à des publics différents, mais d'harmoniser l'infrastructure : copier/coller, raccourcis clavier, détection du matériel, etc. Freedesktop encourage des protocoles unifiés et des symboles distincts.
Freedesktop a été fondé en mars 2000, par Havoc Pennington de Red Hat.

## Projets
Les projets développés sous l'égide de freedesktop.org sont nombreux, on trouve notamment :
- XOrg Foundation Open Source Public Implementation of X11 (X.Org) : la version officielle de X11. Il s'agit d'un fork de XFree86 fait peu de temps avant le changement de licence (c'est-à-dire XFree86 4.4RC2).
- XServer : une nouvelle version d'un serveur X réalisée par Keith Packard et non fondée sur XFree86. Destinée à remplacer à terme le serveur du projet XFree86 au sein du projet X.Org, son intégration commence à partir de la version 6.8 du projet XOrg.
- Avahi, implémentation libre de Zeroconf.
- Beignet, implémentation d'OpenCL pour processeurs graphiques d'Ivy Bridge GT2 d'Intel.
- Cairo, bibliothèque graphique vectorielle et bitmap 2D.
- D-Bus, un bus de messagerie système.
- GStreamer, bibliothèque de codage/décodage et flux multimédia.
- HAL (software) (en), une couche d'abstraction matérielle.
- Nouveau, pilote pour les processeurs graphiques Nvidia
- Swfdec, décodeur du format flash SWF.
- Telepathy, outil de télécommunication, gérant différents protocoles de messagerie instantanée, de communications audio et vidéo.
- UIM, notamment utilisé par Ibus, interface de saisie pour langue complexes.
- PipeWire, un logiciel de traitement basse latence et de partage multimédia.
- Poppler, une bibliothèque de rendu de PDF.

### Havoc Pennington
Le fondateur du projet, Havoc Pennington, est un ingénieur informatique américain né en 1976. Il est connu au sein de la communauté du logiciel libre pour ses contributions aux projets HAL, GNOME, Metacity, GConf ou D-Bus, en tant que développeur de la distribution GNU/Linux Debian et comme fondateur du projet freedesktop.org en l'an 2000. Pennington travaillait alors  pour la société Red Hat. Il a dirigé un certain temps les développements du projet Mugshot, un site de réseautage social maintenu par Red Hat durant les années 2006-2009. Il rejoint ensuite Litl de 2008 à juin 2011, une société américaine spécialisée dans la distribution de produits électroniques grand public, et travaille depuis pour la société TypeSafe, laquelle commercialise des services relatifs aux technologies Java et Scala. Pennington a également été le mainteneur du projet pkg-config.